# ČD-Baureihe 844
Die Fahrzeuge der ČD-Baureihe 844 sind niederflurige Dieseltriebwagen des tschechischen Eisenbahnverkehrsunternehmens České dráhy (ČD) für den Regionalverkehr. Sie entsprechen dem Typ LINK II des polnischen Herstellers PESA. Die ČD vermarkten sie als RegioShark.

## Geschichte
Das tschechische Eisenbahnverkehrsunternehmen České dráhy (ČD) bestellte am 17. März 2011 insgesamt 31 Stück des LINK II für 1,99 Mrd. Kč (ca. 79,6 Mio. €). 40 Prozent der Kaufsumme wurden über ein regionales Förderprogramm der Europäischen Union finanziert. Vertraglich vereinbart wurde eine Auslieferung der Fahrzeuge zwischen September 2012 und Januar 2014.
Der Einsatz der Fahrzeuge war dabei ursprünglich auf folgenden Linien vorgesehen:
Karlovarský kraj
- Karlovy Vary–Chomutov (mit Ústecký kraj)
- Mariánské Lázně–Cheb–Karlovy Vary
- Cheb–Luby u Chebu

Liberecký kraj
- Liberec–Česká Lípa–Děčín (mit Ústecký kraj)

Plzeňský kraj
- Plzeň–Domažlice město
- Plzeň–Cheb (mit Karlovarský kraj)

Ústecký kraj
- Děčín–Rumburk–Dolní Poustevna
- Děčín–Česká Kamenice–Jedlová–Rumburk

Zlínský kraj
- Kojetín–Kroměříž–Hulín–Valašské Meziříčí (mit Olomoucký kraj)
- Zlín–Uherské Hradiště
- Zlín–Kroměříž

Der Prototyp 844 001 wurde am 10. Mai 2012 vom Hersteller PESA zum Eisenbahnversuchsring Velim überführt. Dort fanden in den darauffolgenden Wochen Versuchsfahrten statt. Am 27. Juni 2012 stellten Hersteller und ČD das Fahrzeug der Öffentlichkeit vor. 2013 wurden die Zulassungsfahrten abgeschlossen und die Zulassung für das tschechische Schienennetz erteilt. Bis Jahresende 2012 wurden die ersten neun Serienfahrzeuge an die ČD ausgeliefert und in Betrieb genommen.
Der Einsatz der Fahrzeuge konzentriert sich bislang auf Linien in Nord- und Westböhmen sowie im Zlínský kraj, wie ursprünglich vorgesehen. Da die Fahrzeuge keine Zulassung für den Betrieb in Deutschland erhalten haben, dürfen sie nicht auf der grenzüberschreitenden Linie U28 zwischen Děčín, Bad Schandau und Rumburk verkehren. Lediglich den Bahnhof Johanngeorgenstadt bedienen sie inzwischen von Karlovy Vary aus.

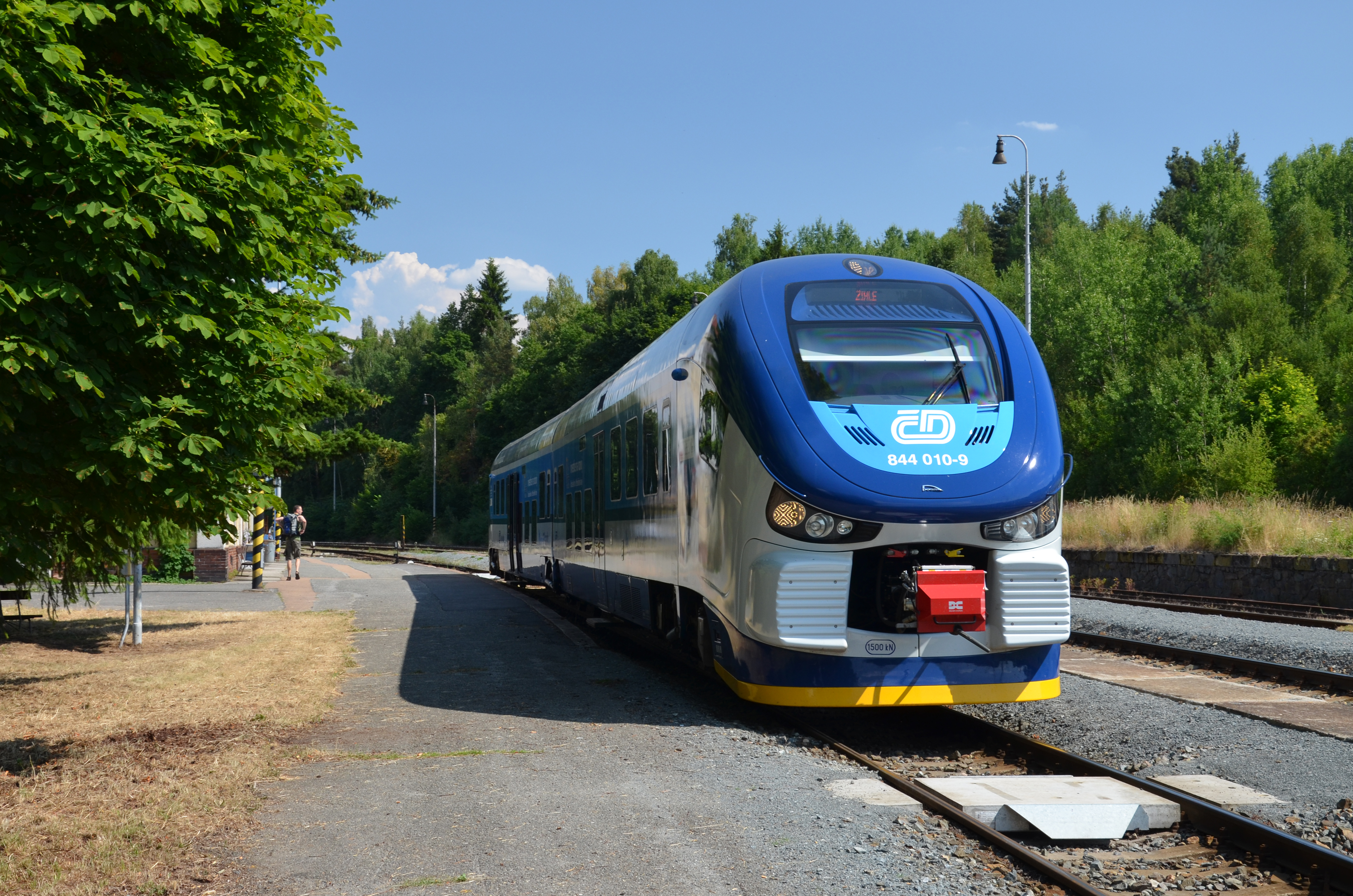
844.010 auf dem Bahnhof Plasy (Plzenský kraj, 2013)
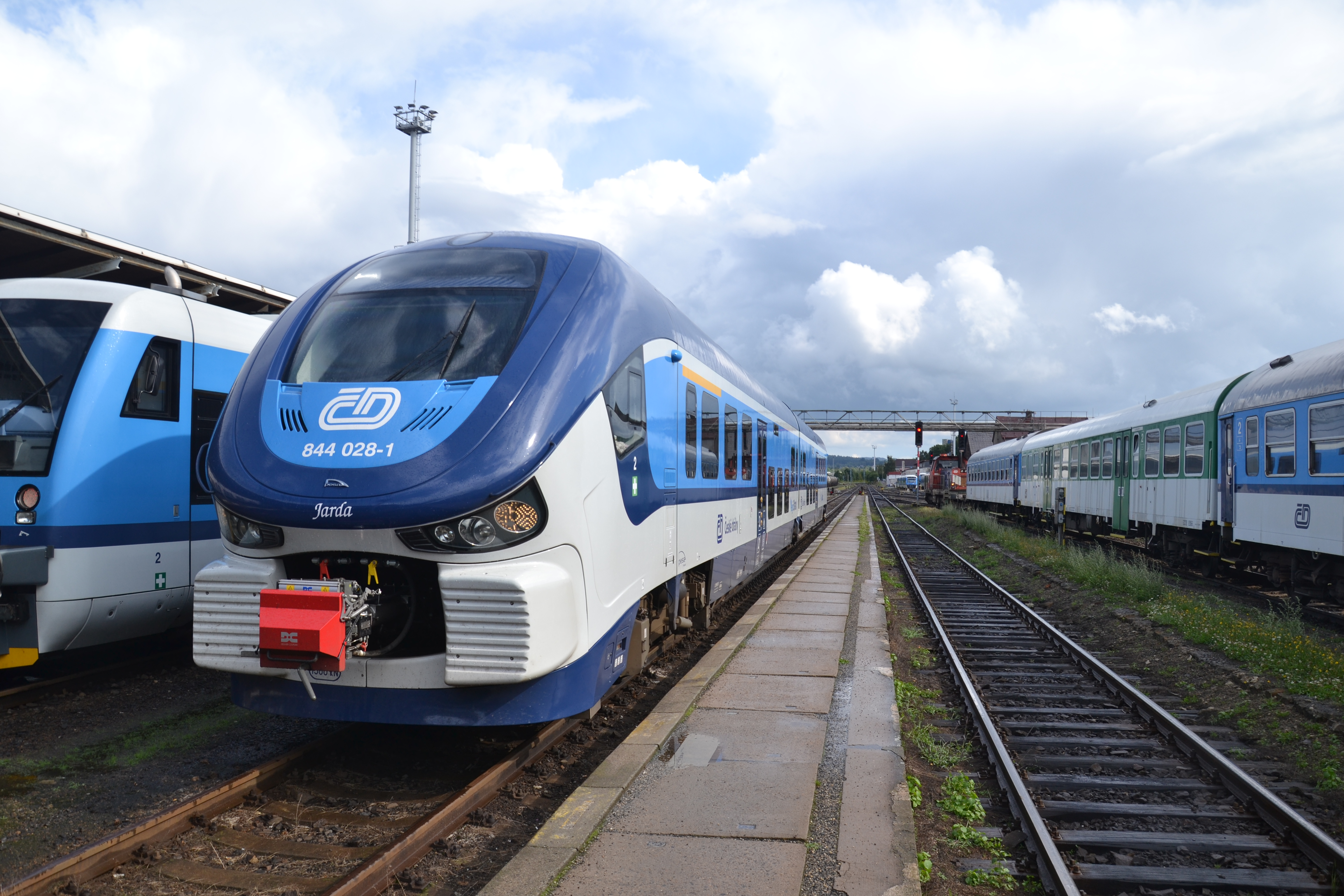
844.028 auf dem Bahnhof Liberec (Liberecký kraj, 2014)
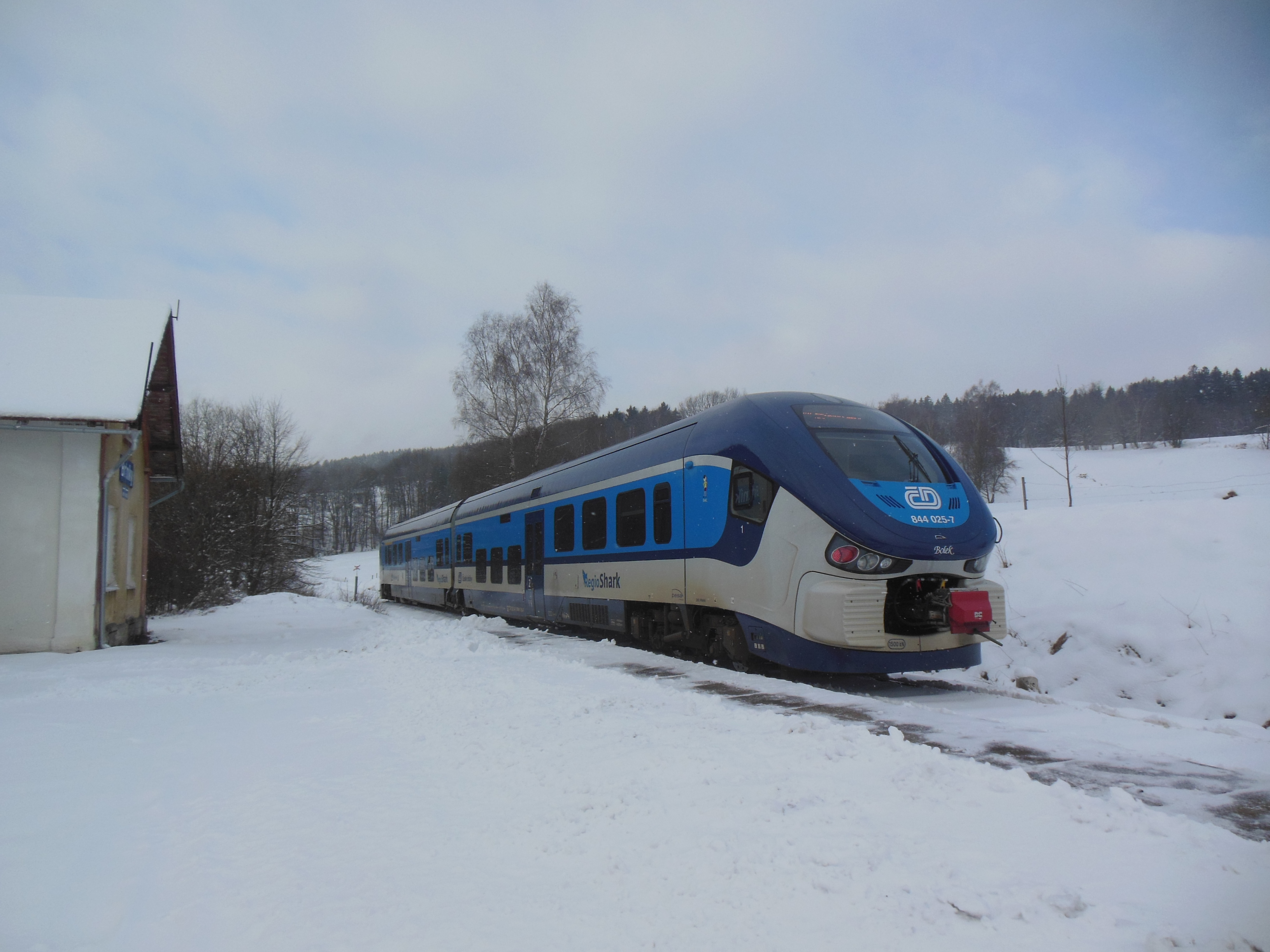
844.025 auf der Linie U27 an der Haltestelle Brtníky (Ústecký kraj, 2015)
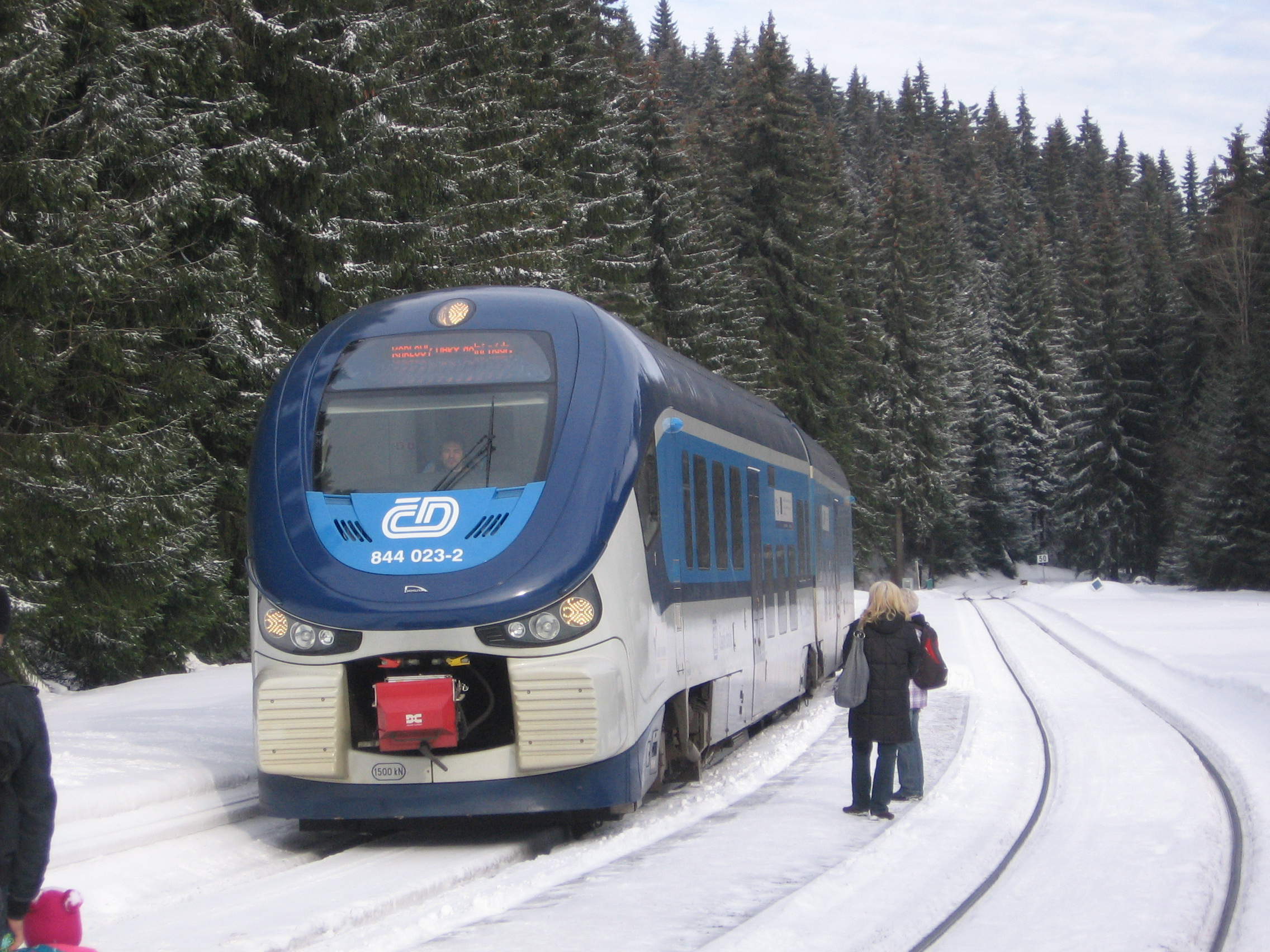
844.023 auf dem Bahnhof Pernink (Karlovarský kraj, 2015)
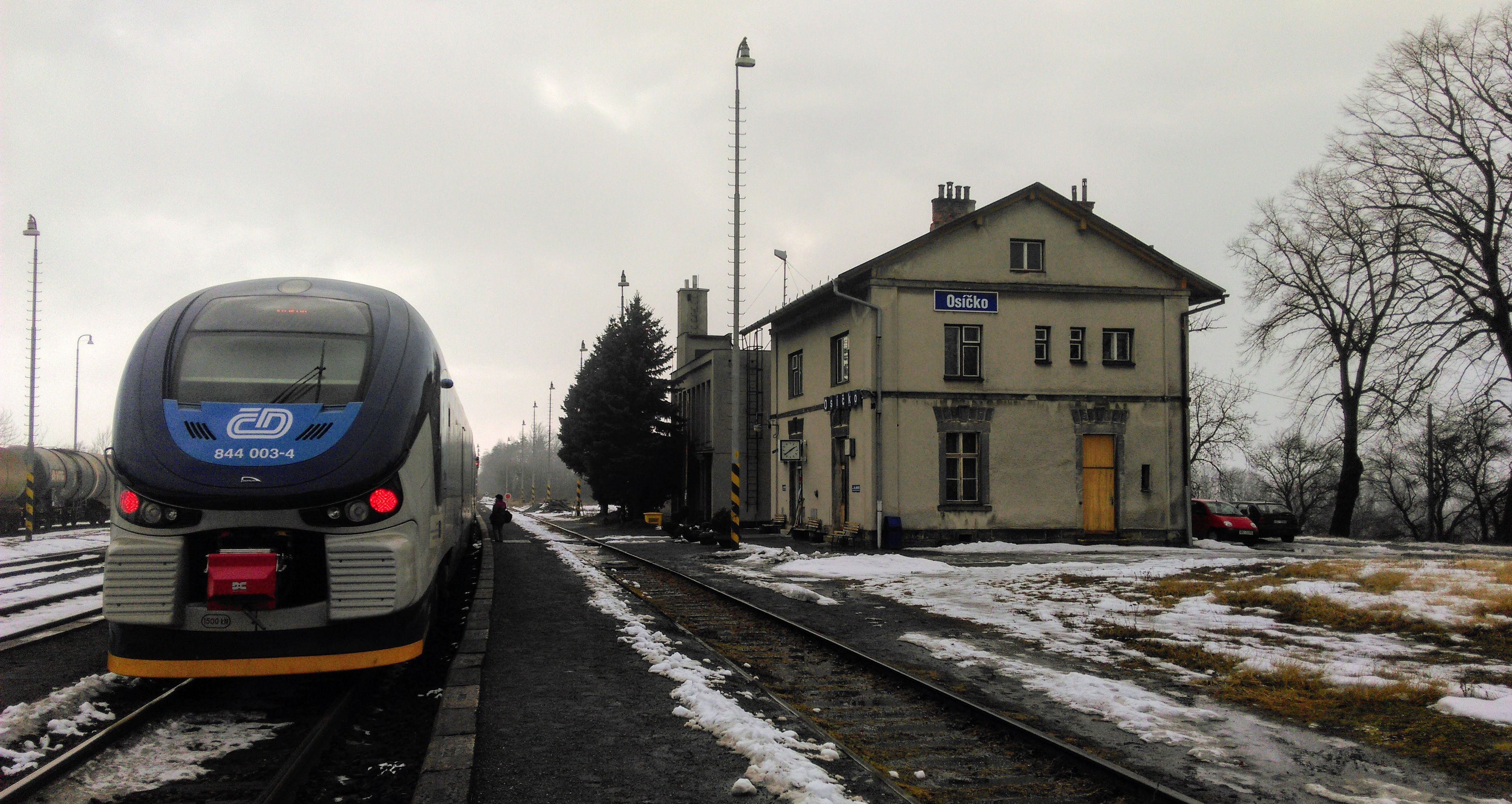
844.013 auf dem Bahnhof Osíčko (Zlínský kraj, 2017)

Als Nachfolger erhalten die ČD ab 2022 weitere Fahrzeuge des Typs Pesa LINK II als Baureihe 847. Sie unterscheiden sich äußerlich von den zehn Jahre älteren 844 durch eine neu gestaltete Front. Diese Triebwagen mit Niederflureinstieg verdrängen Hochflurtriebwagen der Baureihen 854, 842 und 843 auf Nebenstrecken.

## Technische Merkmale
Die Fahrzeuge setzen sich aus zwei weitgehend identischen Hälften zusammen, die über ein nicht angetriebenes Jakobsdrehgestell verbunden sind. Angetrieben werden die beiden äußeren Drehgestelle. Die Leistungsübertragung von den beiden Dieselmotoren unter dem Hochflurabteil erfolgt mittels hydromechanischem Getriebe auf jeweils beide Achsen der Triebdrehgestelle.
Zwischen den Drehgestellen ist der Fahrgastraum niederflurig ausgeführt, sodass an Bahnsteigen mit einer Höhe von 550 Millimetern über Schienenoberkante ein barrierefreier Einstieg gewährleistet ist. Der Fahrgastraum ist klimatisiert. Die Fahrzeuge erhalten innen und außen das aktuelle Corporate Design („Najbrt-Design“) der ČD.

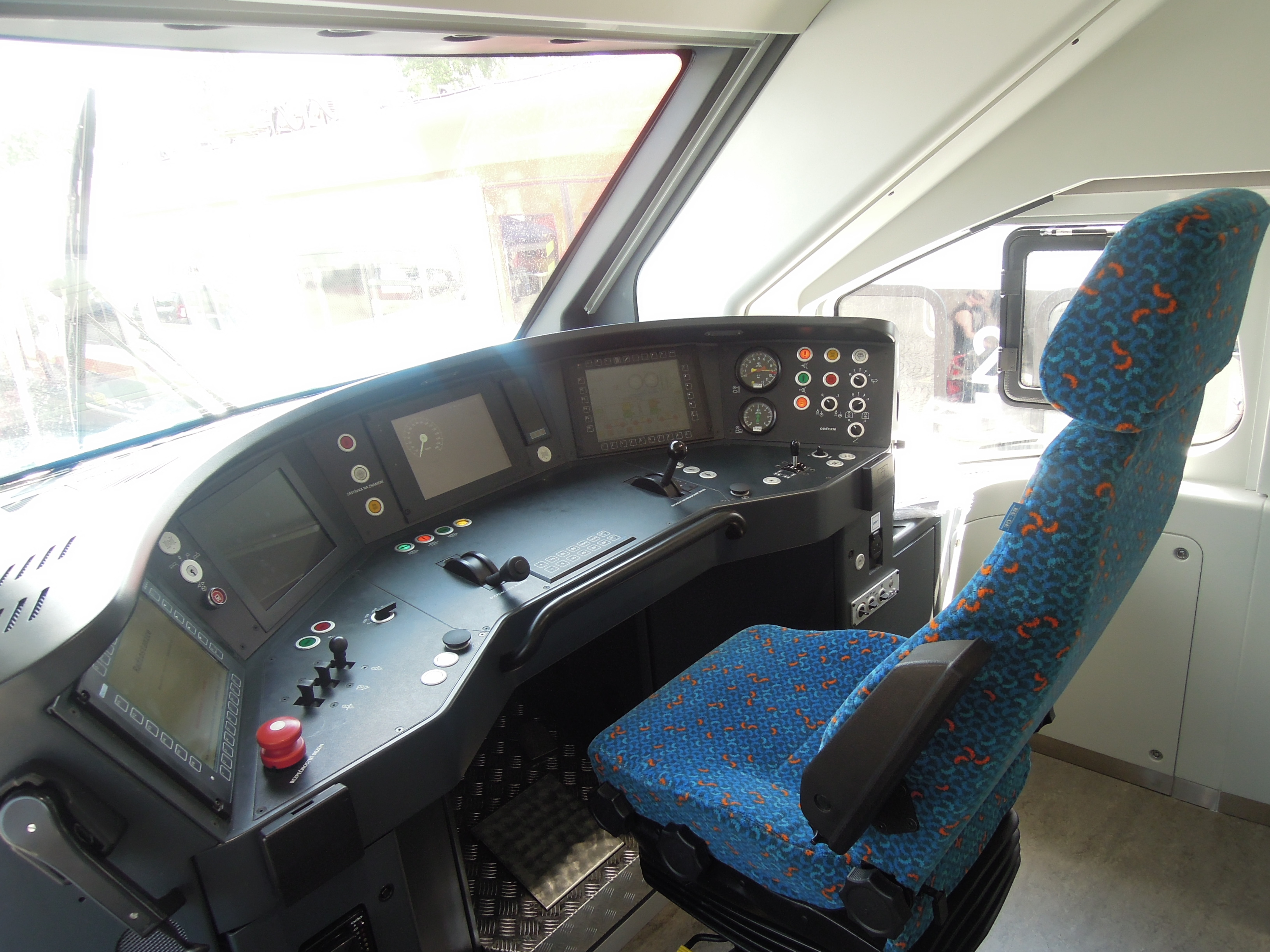
Führerstand
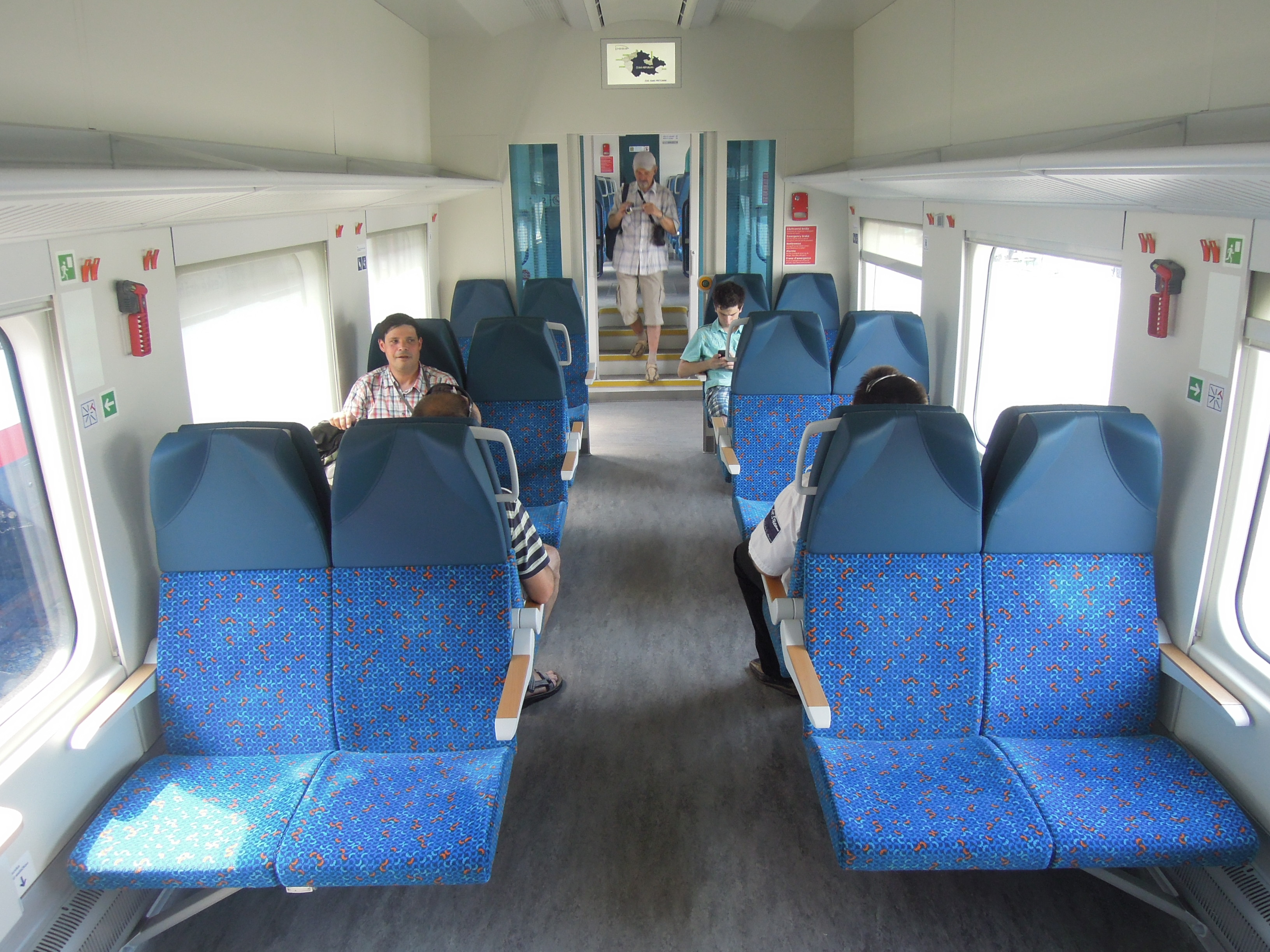
Fahrgastraum 2. Klasse im Niederflurbereich
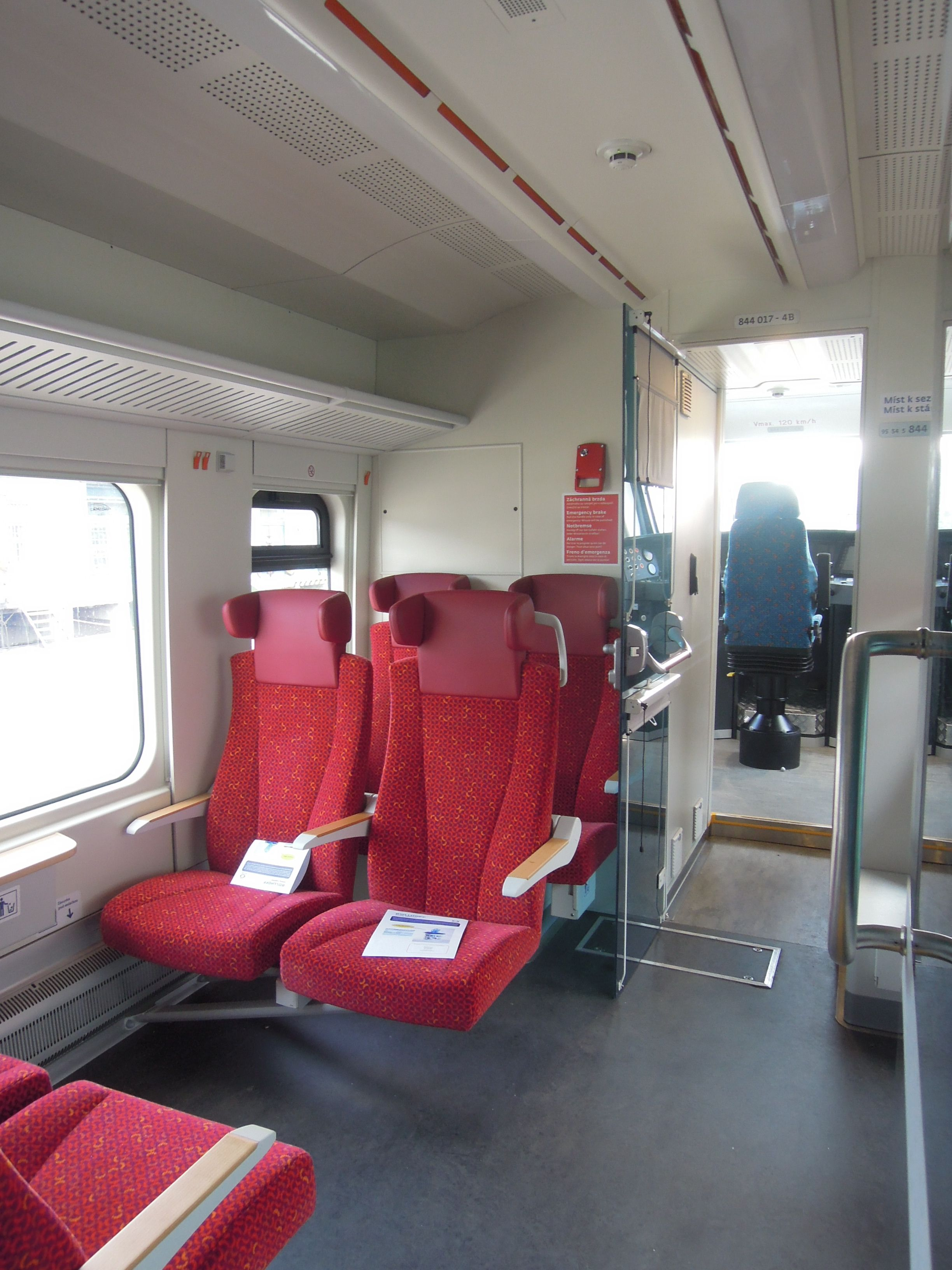
Fahrgastraum 1. Klasse im Hochflurbereich
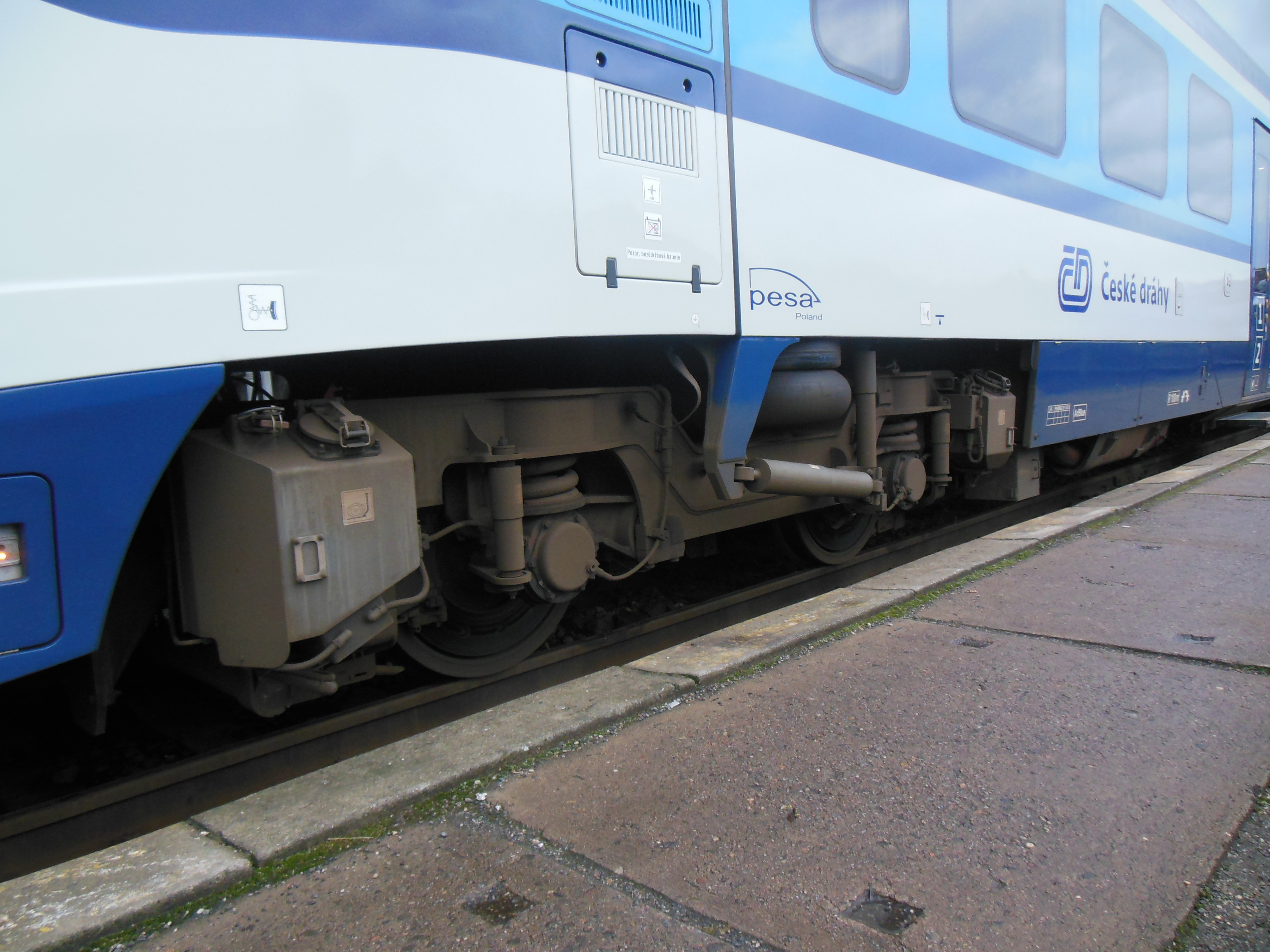
Antriebsdrehgestell
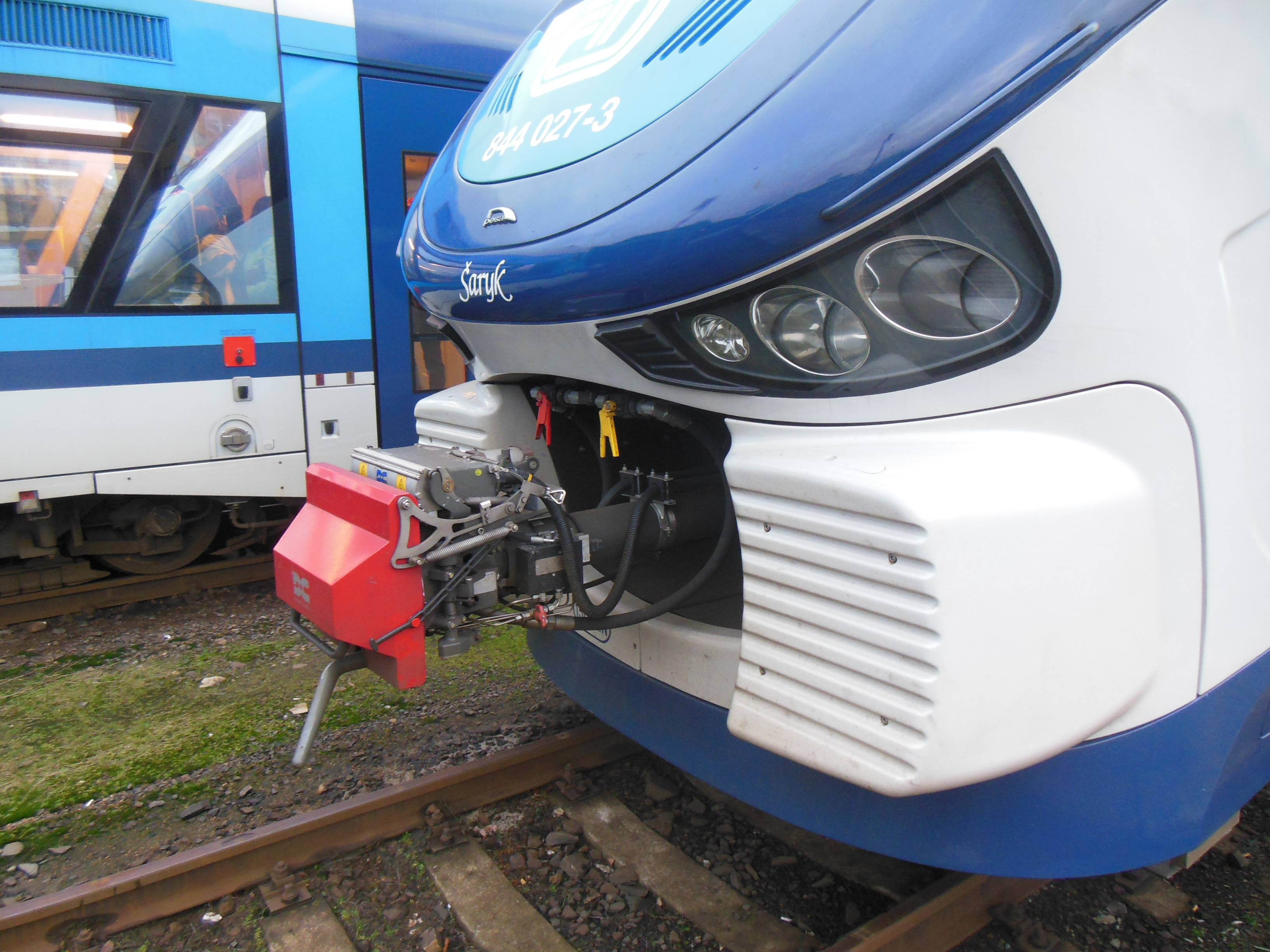
Kopfstück mit Scharfenbergkupplung und Kletterschutz